# 匙苞乌头
匙苞乌头（学名：Aconitum spathulatum）为毛茛科乌头属下的一个种。

## 扩展阅读
維基物種上的相關：匙苞乌头